# گابریل ایگلسیاس
گابریل ایگلسیاس (انگلیسی: Gabriel Iglesias؛ زادهٔ ۱۵ ژوئیهٔ ۱۹۷۶) یک هنرپیشه، و تهیه‌کننده اهل مکزیک است.او صداپیشه انیمیشن نورم از شمال نیز بوده است.او در فیلم نمایش سگ‌ها نیز گویندگی کرده است.